# Une place au soleil (film)
Pour les articles homonymes, voir A Place in the Sun (homonymie) et Une place au soleil.
Pour plus de détails, voir Fiche technique et Distribution.
Une place au soleil (A Place in the Sun) est un film américain réalisé par George Stevens, sorti en 1951. Le film s'inspire du roman Une tragédie américaine, de Theodore Dreiser. Il reçoit six Oscars, dont ceux du meilleur réalisateur et du meilleur scénario adapté.

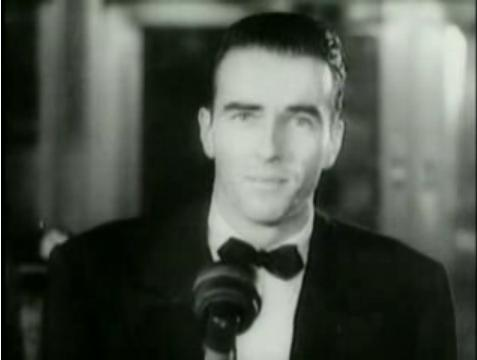
Montgomery Clift à la première du film.

## Synopsis
Neveu pauvre d'un magnat de l'industrie, George Eastman (Montgomery Clift) est embauché en bas de l'échelle dans une usine de son oncle. Malgré les règles strictes qui y règnent, il a une liaison avec une ouvrière, Alice Tripp (Shelley Winters), qui se retrouve enceinte de lui. Il s'éprend par ailleurs d'Angela Vickers (Elizabeth Taylor), une jeune fille de la haute société. L'épouser lui ouvrirait à coup sûr les portes d'un autre monde.

## Fiche technique
- Titre : Une place au soleil
- Titre original : A Place in the Sun
- Réalisation : George Stevens, assisté de Charles C. Coleman et Gerd Oswald
- Scénario : Michael Wilson et Harry Brown d'après le roman Une tragédie américaine de Theodore Dreiser et la pièce de Patrick Kearney
- Production : George Stevens et Ivan Moffat (producteur associé)
- Société de production : Paramount Pictures
- Musique : Franz Waxman
- Photographie : William C. Mellor
- Effets spéciaux : Farciot Edouart, Gordon Jennings et Loyal Griggs
- Montage : William Hornbeck
- Direction artistique : Hans Dreier et Walter H. Tyler
- Costumes : Edith Head
- Pays de production :  États-Unis
- Langue : anglais
- Format : Noir et blanc - Mono (Western Electric Recording)
- Genre : Drame
- Durée : 122 minutes
- Dates de sortie : 
  - États-Unis : 14 août 1951 (première à Los Angeles)
  - France : 11 octobre 1951
- Affiche : Macario Gómez Quibus (Espagne)

## Distribution
- Montgomery Clift  (V.F : Michel André) : George Eastman
- Elizabeth Taylor  (V.F : Micheline Cevennes) : Angela Vickers
- Shelley Winters (VF : Claire Guibert) : Alice Tripp
- Anne Revere  (V.F : Marie Francey) : Hannah Eastman
- Raymond Burr  (V.F : Jean Martinelli) : Procureur Marlowe
- Keefe Brasselle (V.F : Serge Lhorca) : Earl Eastman
- Herbert Heyes (V.F : Jean Mauclair)  : Charles Eastman
- Shepperd Strudwick  (V.F : Christian Argentin) : Anthony Vickers
- Frieda Inescort  (V.F : Lita Recio) : Mme Vickers
- Kathryn Givney  (V.F : Lucienne Givry) : Louise Eastman
- Fred Clark (V.F : Richard Francoeur) : Bellows, avocat de la défense
- Paul Frees (V.F : Roland Ménard) : Révérend Morrison, prêtre à la prison
- Walter Sande (V.F : Maurice Dorléac) : Art Jansen, défenseur de George
- Ian Wolfe  (V.F : Abel Jacquin) : Dr. Wyeland
- Douglas Spencer (V.F :  Raymond Loyer) : le loueur de bateaux
- Ted de Corsia : Juge R.S. Oldendorff
- John Ridgely : le légiste
- Josephine Whittell : Margaret, secrétaire d'Eastman

Acteurs non crédités
- Kathleen Freeman : une ouvrière d'usine, témoin de l'accusation
- Larry Steers : un cadre de la compagnie

## Autour du film
Le roman de Theodore Dreiser connut deux autres adaptations au cinéma :
- 1931 : Une tragédie américaine (An American Tragedy), un film américain réalisé par Josef von Sternberg, avec Sylvia Sidney ;
- 1980 : Nakaw na pag-ibig, un film philippin réalisé par Lino Brocka.

Pour le film de 1951, la musique composée par Franz Waxman reçoit l'Oscar de la meilleure musique de film en 1952, et servit ultérieurement de générique à l'émission de Michel Boujut, Cinéma, Cinémas.
De nombreux spécialistes du monde du cinéma ont noté que Match Point (2005) de Woody Allen est à rapprocher d'Une place au soleil. Selon eux, des éléments du scénario sont semblables et l'intrigue est la même, avec certains rôles qui sont inversés. Par exemple, la scène de la rencontre autour de la table de ping-pong dans Match point rappelle celle autour de la table de billard, dans Une place au soleil. Match Point utilise toutefois d'autres éléments qui proviennent du roman Crime et Châtiment de Dostoïevski, que le héros lit dans une des scènes du film,.

## Critique
« Le roman de Theodore Dreiser, à l’origine du film, s’appelle Une tragédie américaine. Les studios ont préféré un titre plus glamour, mais l’amertume sourd quand même. George Stevens cache son dégoût du rêve américain derrière un cinéma ultra-hollywoodien. Ce classicisme apparent est une attaque provocatrice contre Hollywood, qui s’échine à esthétiser la misère, jusqu’à l’enterrer. Là réside le talent de George Stevens, amoureux des paradoxes et spectaculairement engagé. Une place au soleil est un requiem grinçant, à la fois tapageur et déchiré. Au bout des cordes des violons se balancent de tristes pendus, sacrifiés par une société faussement égalitaire, condamnés pour leur présomption de révolte sociale. Le cinéaste réussit à dénoncer, discrètement mais efficacement, les ligues anti-avortement et la peine de mort. Ses acteurs font merveille, notamment Shelley Winters, femme martyrisée par de faux amis et qui semble répéter son futur rôle dans La Nuit du chasseur... »

— Martine Landrot.

## Distinctions

### Récompenses
- Oscars 1952
  - Meilleur réalisateur : George Stevens
  - Meilleur scénario adapté : Michael Wilson et Harry Brown
  - Meilleure photographie (noir et blanc) : William C. Mellor
  - Meilleur montage : William Hornbeck
  - Meilleurs costumes (noir et blanc) : Edith Head
  - Meilleure musique : Franz Waxman
- Golden Globes 1952
  - Meilleur film dramatique

### Nominations
- Oscars 1952
  - Oscar du meilleur film
  - Oscar de la meilleure actrice : Shelley Winters
  - Oscar du meilleur acteur : Montgomery Clift

### Sélection
Le film a été présenté en sélection officielle au Festival de Cannes 1951.